# 仙台教会 (改革派)
仙台教会（せんだいきょうかい）は、宮城県仙台市若林区にある日本基督改革派教会の教会である。
1944年に日本基督教団北四番丁教会牧師の小林亀太郎が死去すると、仙台市にあった荒町（南鍛冶町）教会、東六番丁教会、北四番丁教会のアメリカ・ドイツ改革派教会によって設立された日本基督教団の3教会が合同する。そして、新しく日本基督教団北四番丁教会になった。荒町教会の牧師であった角田桂嶽が初代牧師に就任し、東六番丁教会の牧師川島専助は白石教会に転任する。
しかし、同年角田が死去し、北四番丁教会の出身の渡辺公平が伝道師に就任する。補佐のため渡辺良亮が代務主管者になった。
1946年に日本基督改革派教会の設立時から参与するが、教団離脱問題のために、1947年2月23日に正式に加わる。

## 歴代牧師
- 吉田亀太郎
- 山形茂雄
- 秋保親晴
- 堀内真澄
- 丹羽全十郎
- 佐藤庸男
- 川島専助
- 角田桂嶽
- 渡辺公平
- 吉岡繁
- 石丸新